# Счастливое (Львовская область)
Счастливое (укр. Щасливе) — село в Стрыйской городской общине Стрыйского района Львовской области Украины.
Население по переписи 2001 года составляло 35 человек. Занимает площадь 0,167 км². Почтовый индекс — 82444. Телефонный код — 3245.

## История
В 1946 году указом ПВС УССР хутор Феликсовка переименован в Счастливый.